# Corlăteni (Rîșcani)
Pour les articles homonymes, voir Corlăteni.
Corlăteni est une commune du raion de Rîșcani en Moldavie. A Corlăteni, 9km au nord de Bălți, se trouve le second aéroport international civil de Moldavie et l’un des deux aéroports de Bălți: Aéroport international de Bălți-Leadoveni.

## Démographie
En 2014 sa population était de 5 427 habitants.